# Leucanitis hyblaeoides
Leucanitis hyblaeoides är en fjärilsart som beskrevs av Moore 1878. Leucanitis hyblaeoides ingår i släktet Leucanitis och familjen nattflyn. Inga underarter finns listade i Catalogue of Life.